# 修行 (電影)
《修行》（英語：Increasing Echo）是一部台湾剧情片，台湾导演钱翔的作品，2021年1月14日，在台湾上映。该电影改编自作家王定國的短篇小说《妖精》，围绕一对中年夫妇绝望的婚姻生活展开，既不能化解矛盾，也无法和平分手，结尾留下悬念，依然不知道未来的路在哪里。本片獲入圍第58屆金馬獎最佳女主角、改編劇本獎，也在2022年台北電影節入圍最佳導演、最佳男主角及最佳女主角。

## 劇情
丈夫曾与下属女秘书发生过婚外恋情，后被妻子查实，导致妻子始终无法释怀，双方形同路人。后，女秘书失智住进疗养院，妻子执意带丈夫前去探望，以宣誓她的胜利。丈夫自此离家出走，还带走了家中宠物狗。妻子委托私人侦探，找到丈夫，并一度想将其掐死在浴缸中，终及时收手。二人一同出席了儿子的婚礼，影片也就此结束。

## 角色及演員

### 主要角色
| 演員   | 角色   | 角色介紹                                                           |
| ------ | ------ | ------------------------------------------------------------------ |
| 陳湘琪 | 严太太 | 对丈夫的婚外情无法释怀，也无法解脱，既不放过丈夫也不放过自己。     |
| 陳以文 | 严复生 | 因曾经的婚外情，无法与妻子和解，郁郁寡欢，出走逃避，又被妻子抓回。 |